# Jachad (partia 2014)
Jachad (hebr. יחד, Razem), a właściwie Jachad – ha-Am Itanu (hebr. יחד – העם איתנו, Razem – Naród z Nami) – partia założona przez Eliego Jiszaja w 2014 roku przed wyborami do Knesetu. Łączy ona poglądy związane z ortodoksją żydowską i radykalnymi środowiskami religijnego syjonizmu.

## Powstanie partii
Za datę powstania partii Jachad uznaje się 15 grudnia 2014 roku. Doszło do tego po tym, gdy Rada Mędrców Tory w Szasie przekazała przywództwo nad partią Arje Deriemu. Na tej podstawie doszło do konfliktu personalnego między Jiszajem a Derim. Jiszaj zapowiedział, że jego partia będzie kontynuowała myśl i nauki rabina Owadii Josefa. Do Jachad z Żydowskiego Domu przeniósł się Joni Szetbun. Inicjatywa ta zyskała także poparcie rabina Szelomo Awinera, który stwierdził, że Jachad może przynieść zmianę Izraelowi, ponieważ reprezentuje sefardyjskie oddanie Izraelowi oraz narodowo-religijny ferwor. Początkowo Jiszaj wyrażał nadzieję, że do nowej partii może przystąpić Uri Ari’el. Ten jednak zapowiedział pozostanie swojej frakcji – Tekumie – w ramach Żydowskiego Domu.

## Wybory parlamentarne

### Wybory w 2015 roku
Przed wyborami w 2015 roku Jiszaj doszedł do porozumienia z Żydowską Siłą w sprawie utworzenia wspólnej listy do Knesetu. Przeciwny połączenia się z radykalną partią był Szetbun i zagroził opuszczeniem Jachad. Aby temu zapobiec, oba ugrupowania ustaliły, że w wyborach nie wystartuje Micha’el Ben-Ari, a jedynym reprezentantem Żydowskiej Siły będzie Baruch Marzel. Takie rozwiązanie poparł związany z Szetbunem rabin Cwi Tau. Dodatkowo członkowie partii Ben-Ariego mieli zobowiązać się, że w trakcie kampanii nie będą wchodzić na Wzgórze Świątynne. Wyborczy sojusz został skrytykowany przez kręgi ortodoksyjne. Charedim uznali start Marzela z listy Jachad za sprzeniewierzenie nauk rabina Josefa i uwikłanie środowisk ortodoksyjnych w konflikt izraelsko-palestyński. Ostatecznie lista Jiszaja nie przekroczyła progu wyborczego (3,25%), uzyskując wynik 2,97%.

### Wybory w 2019 roku
Przed kwietniowymi wyborami Jiszaj i rabin Mazuz prowadzili rozmowy z przedstawicielami Żydowskiego Domu w celu powołania wspólnej listy. Jednak nie przyniosło to skutku. Przeciwny temu pomysłowi był także Becalel Smotricz. Jiszaj uznał w takim razie, że Jachad wystartuje z własną listą. Sytuacja ta zaniepokoiła premiera Binjamina Netanjahu. Zadzwonił on do rabina Mazuza z prośbą aby ten nakłonił Jiszaja do odwołania swojego startu w wyborach. Netanjahu uznał, że oddzielna lista Jachad może przejąć i zmarnować głosy części z prawicowo-religijnych wyborców. Kilka dni po tym Jachad wycofała się z kampanii wyborczej. Jiszaj zapowiedział, że nie osłabi swoim startem „obozu narodowego”. Zadecydowano, że wszyscy zarejestrowani wyborcy Jachad, czyli 100 000 osób, oddadzą swoje głosy na Zjednoczony Judaizm Tory. Rabin Mazuz uznał, że będzie to najlepsze wyjście dla „świata Tory”. W zamian ortodoksyjni liderzy obiecali wysunąć kandydaturę Jiszaja na ministra w ewentualnych rozmowach koalicyjnych.

## Program polityczny
Opracowanie na podstawie programu na oficjalnej stronie partii:
- zjednoczenie Żydów ortodoksyjnych, chardalim (jest to akronim od hebrajskiego określenia charedim leumijim, czyli narodowi ortodoksi) i świeckich wokół Tory,
- wzmocnienie żydowskiego charakteru państwa,
- związek Żydów z Ziemią Izraela nie podlega negocjacjom. Partia opowiada się nad pełną suwerennością Żydów nad całą Erec Jisra’el,
- zapewnienie równych szans w edukacji,
- wzmacnianie żydowskiej rodziny,
- partia nie będzie zmuszać studentów jesziw do służby wojskowej, pochwala jednak postawy studentów, którzy zdecydowali się na połączenie studiowania Tory i służby wojskowej. Ci którzy nie są uczniami jesziw powinni zostać objęci obowiązkiem służby wojskowej, obywatelskiej lub zastępczej,
- zwiększenie wpływu Tory na państwo i prawodawstwo.